# Kareh Chāl
Kareh Chāl (persiska: كره چال, كُرِه چَل) är en ort i Iran.   Den ligger i provinsen Zanjan, i den nordvästra delen av landet, 260 km väster om huvudstaden Teheran. Kareh Chāl ligger 1 986 meter över havet och antalet invånare är 120.
Terrängen runt Kareh Chāl är kuperad åt nordväst, men åt sydost är den platt. Terrängen runt Kareh Chāl sluttar söderut.Runt Kareh Chāl är det ganska glesbefolkat, med 34 invånare per kvadratkilometer. Närmaste större samhälle är Qīdar, 7,6 km nordost om Kareh Chāl. Trakten runt Kareh Chāl består i huvudsak av gräsmarker.